# Jogo Duro (reality show)
Jogo Duro foi um game show exibido pela TV Globo aos domingos na faixa noturna. O programa estreou em 7 de junho de 2009.
Foi apresentado pelo ator Paulo Vilhena e dirigido por Boninho. O prêmio poderia ser de até 30 mil reais e o vencedor era conhecido ao final de cada episódio.
O formato do programa é o mesmo de Estate of Panic, que foi comprado pela TV Globo da Endemol. Entretanto, foram feitas algumas alterações para refletir a audiência-alvo.

## Premissa
A cada domingo, oito jogadores passarão por quatro provas, que reservam surpresas e obstáculos para os participantes. Eles têm que enfrentar animais perigosos, como cobras, aranhas, ou animais nojentos, como sapos, baratas. Também enfrentam fios elétricos e inundações, até encontrarem nota por nota do dinheiro.
Serão sempre três competições eliminatórias, que acontecerá em ambientes diferentes de uma fábrica abandonada, com cerca de 1000 m², construída na Central Globo de Produção, em Jacarepaguá.
Serão eliminados aqueles que reunirem a menor quantia e ainda o último a sair do ambiente da prova. Vence os que acumularem a maior soma em dinheiro. Os três desafios que abrem o programa de estreia vão acontecer no "laboratório", "esgoto" e "galpão".
Só dois finalistas estarão na prova da casa das máquinas e, como nas etapas anteriores, terão de se empenhar ao máximo para encontrar a maior quantidade de cédulas possível. O vencedor levará a quantia que for arrecadada pelos jogadores ao longo de todas as provas da noite. O segundo colocado será premiado com o valor que ele e o vencedor conseguiram juntar nesta última fase.

## Audiência
O primeiro episódio do programa marcou uma média de 20 pontos de audiência, aumentando a audiência média alcançada pela emissora neste horário, aos domingos.
O segundo episódio do programa teve uma queda na audiência, marcando 17 pontos e perdendo para A Fazenda, da RecordTV, que marcou 22 contra 14 do programa (no confronto direto durante 17 minutos).
As demais exibições do programa repetiram a baixa audiência. Apesar da baixa audiência, em 2017 Jogo Duro foi objeto de uma pergunta do quadro "Quem quer ser um milionário" do programa Caldeirão do Huck, como se fosse uma questão de conhecimentos gerais, fato que gerou revolta nas redes sociais.

## Críticas
Logo em seu primeiro episódio, o programa exibiu uma prova na qual os participantes ficavam presos numa pequena cela com vários animais, como sapos, por exemplo, numa situação onde poderiam ser facilmente pisoteados pelos participantes do reality show. Tal prova é uma afronta direta ao décimo artigo da Declaração Universal dos Direitos dos Animais, onde se afirma que as exibições e os espetáculos que utilizem animais são incompatíveis com a dignidade do animal.

## Episódios
| Episódios                        | Prova 1     | Prova 2      | Prova 3   | Prova 4  |
| Episódio 1 (7 de junho de 2009)  | Marcos      | Jurema       | Sunessis  | Roberto1 |
| Episódio 1 (7 de junho de 2009)  | Flávia      | Washington   | Allan     | Jane     |
| Episódio 2 (14 de junho de 2009) | Dayse       | Yukio        | Ronielson | Diego1   |
| Episódio 2 (14 de junho de 2009) | Alan        | Patrícia     | Luciana   | Martina  |
| Episódio 3 (21 de junho de 2009) | Clodovaldo  | Gilberto     | Renata    | Paulo2   |
| Episódio 3 (21 de junho de 2009) | Enedina     | Ana Carolina | Marcela   | Victor   |
| Episódio 4 (28 de junho de 2009) | Leandro     | Nátia        | Adriano3  | Marcela2 |
| Episódio 4 (28 de junho de 2009) | Juliana     | Igor         | Andréa3   | Renato   |
| Episódio 5 (5 de julho de 2009)  | Celenir     | Juliana      | Fábio     | Antônio2 |
| Episódio 5 (5 de julho de 2009)  | Wagner      | Diana        | Jade      | Diego    |
| Episódio 6 (12 de julho de 2009) | Paula       | Lilian       | Clecy     | Fábio2   |
| Episódio 6 (12 de julho de 2009) | Anderson    | Ricardo      | Edvaldo   | Nayana   |
| Episódio 7 (19 de julho de 2009) | Rodrigo     | Nilo         | Edna      | Caryne2  |
| Episódio 7 (19 de julho de 2009) | Fernanda    | Lívia        | Alecyr    | William  |
| Episódio 8 (26 de julho de 2009) | Alessandro3 | Cleber       | Lúcia     | Fábio2   |
| Episódio 8 (26 de julho de 2009) | Elizângela3 | Carlos       | Renata    | Claúdia  |

Legenda
|  | Eliminado por ficar por último |
|  | Eliminado por arrecadar menos  |
|  | Vencedor do episódio           |
|  | Segundo colocado               |

Notas
Nota 1:  Ganhou por conseguir mais dinheiro na última prova.

Nota 2:  Ganhou por votação do público.

Nota 3:  Nessa prova seriam eliminados os dois últimos a deixarem o cenário.